# Toi8
Toi8 (Kumamoto, 8 ottobre 1976) è un animatore e illustratore giapponese noto per aver lavorato su anime come .hack // The Movie e videogiochi come Tokyo Mirage Sessions ♯FE.

## Biografia
Toi8 è nato nella prefettura di Kumamoto, in Giappone, l'8 ottobre 1976. Si è laureato al Yoyogi Animation College. Sebbene abbia lavorato come illustratore di anime per circa due anni, ha lasciato la sua compagnia in circa un anno. Da quando è stato affascinato dai suoi disegni originali, è diventato un illustratore freelance. Ha debuttato come illustratore in "Fancy Tokyo Hundred Scenery", pubblicato nel 2002. L'origine dello pseudonimo proviene dalla sua data di nascita. Precedentemente, ha usato lo pseudonimo di "Q8".